# Distretto di Kistelek
Il distretto di Kistelek (in ungherese Kisteleki járás) è un distretto dell'Ungheria, situato nella contea di Csongrád-Csanád.